# Vilanòva (Avairon)
Vilanòva (en francès 'Villeneuve) és un municipi francès situat al departament de l'Avairon i a la regió d'Occitània. Juntament amb Najac, Vilafranca de Roergue, Sauveterre-de-Rouergue, i La Bastida de l'Avesque és una de les cinc bastides medievals del departament de l'Avairon.
| 1962                                       | 1968  | 1975  | 1982  | 1990  | 1999  | 2006  |
| ------------------------------------------ | ----- | ----- | ----- | ----- | ----- | ----- |
| 1.473                                      | 1.461 | 1.493 | 1.649 | 1.891 | 2.017 | 1.999 |
| Des de 1962: població sense dobles comptes |       |       |       |       |       |       |

| Període   | Identitat        | Partit        |
| --------- | ---------------- | ------------- |
| 1995-2001 | Raymond Audouard | Divers droite |
| 2001-2008 | Guy Cassanis     | Divers droite |
| 2008-     | Pierre Costes    | PS            |